# Korpijärvi (sjö i Joutsa, Mellersta Finland)
Korpijärvi är en sjö i kommunen Joutsa i landskapet Mellersta Finland i Finland. Sjön ligger 104,5 meter över havet. Arean är 81 hektar och strandlinjen är 5,91 kilometer lång. Sjön  ingår i Kymmene älvs huvudavrinningsområde.   Den ligger omkring 62 kilometer sydöst om Jyväskylä och omkring 190 kilometer norr om Helsingfors. 